# John G. Hemry
John G. Hemry (ur. w kwietniu 1956) – amerykański pisarz, członek SFWA, tworzy głównie space opery. Oficer w stanie spoczynku United States Navy.
John G. Hemry służył przez lata jako oficer w amerykańskiej marynarce wojennej, gdzie zajmował wiele różnych stanowisk.
Był między innymi nawigatorem, oficerem artylerii, oficerem wywiadu, pracował w  komórkach antyterrorystycznych, a ostatecznie przyjął obowiązki: Chief of Naval Operations Staff N3/N5 (nazwa oryginalna).
Mieszka w stanie Maryland żoną i trójką dzieci (dwoje najstarszych - mają zdiagnozowany autyzm).
Autor wielu opowiadań. Pod własnym nazwiskiem wydał serię Stark's War, pod pseudonimem Paul Sinclair wydał serię The JAG in Space, a pod pseudonimem Jack Campbell serię Zaginiona Flota.
Obecnie pracuje nad dwoma seriami kontynuującymi wątki z serii Zaginiona Flota. Są to: seria The Lost Fleet - Beyond the Frontier (bezpośrednia kontynuacja Zaginionej Floty) oraz seria: The Lost Stars (Zaginione gwiazdy).

## Twórczość

### Stark's War (Wojna Starka)  /Jako John G. Hemry/
1. Wojna Starka (Kwiecień 2000)
2. Dowództwo Starka (Kwiecień 2001)
3. Krucjata Starka (Marzec 2002)

### The JAG in Space /Jako Paul Sinclair/
1. A Just Determination (Maj 2003)
2. Burden of Proof (Marzec 2004)
3. Rule of Evidence (Marzec 2005)
4. Against All Enemies (Marzec 2006)

### The Lost Fleet (Zaginiona flota)  /Jako Jack Campbell/
1. The Lost Fleet: Dauntless (Czerwiec 2006) - wydanie polskie: Zaginiona flota: Nieulękły (24 kwietnia 2008, wydawnictwo Fabryka Słów)
2. The Lost Fleet: Fearless (Luty 2007) - wydanie polskie: Zaginiona flota: Nieustraszony (1 lipca 2008, wyd. Fabryka Słów)
3. The Lost Fleet: Courageous (Grudzień 2007) - wydanie polskie: Zaginiona flota: Odważny (20 lutego 2009, wyd. Fabryka Słów)
4. The Lost Fleet: Valiant (Czerwiec 2008) - wydanie polskie: Zaginiona flota: Waleczny (13 marca 2009, wyd. Fabryka Słów)
5. The Lost Fleet: Relentless (Kwiecień 2010) - wydanie polskie: Zaginiona flota: Bezlitosny (5 listopada 2010, wyd. Fabryka Słów)
6. The Lost Fleet: Victorious (Kwiecień 2010) - wydanie polskie: Zaginiona flota: Zwycięski (6 maja 2011, wyd. Fabryka Słów)

### The Lost Fleet - Beyond the Frontier (Zaginiona flota. Przestrzeń zewnętrzna)
1. The Lost Fleet - Beyond the Frontier: Dreadnaught (Kwiecień 2011) - wydanie polskie: Zaginiona flota: Przestrzeń zewnętrzna: Dreadnaught (4 maja 2012, wydawnictwo Fabryka Słów)
2. The Lost Fleet - Beyond the Frontier: Invincible (Maj 2012) - wydanie polskie Zaginiona flota: Przestrzeń zewnętrzna: Niezwyciężony (25 listopada 2016, wyd. Fabryka Słów)
3. The Lost Fleet - Beyond the Frontier: Guardian (Maj 2013) - wydanie polskie Zaginiona flota: Przestrzeń zewnętrzna: Strażnik (18 sierpnia 2017, wyd. Fabryka Słów)
4. The Lost Fleet - Beyond the Frontier: Steadfast (Maj 2014) - wydanie polskie Zaginiona flota: Przestrzeń zewnętrzna: Nieugięty (24 stycznia 2020, wyd. Fabryka Słów)
5. The Lost Fleet - Beyond the Frontier: Leviathan (Maj 2015) - wydanie polskie Zaginiona flota: Przestrzeń zewnętrzna: Lewiatan (4 marca 2020, wyd. Fabryka Słów)

(Seria powiązana z Zaginioną Flotą)

### Outlands
1. Outlands: Boundless (2021)
2. Outlands: Resolute (2022)
3. Outlands: Implacable (2023)

(Seria powiązana z Zaginioną Flotą)

### The Lost Stars
1. The Lost Stars: Tarnished Knight (Październik 2012)
2. The Lost Stars: Perilous Shield (Październik 2013)
3. The Lost Stars: Imperfect Sword (Październik 2014)
4. The Lost Stars: Shattered Spear (Maj 2016)

(Seria powiązana z Zaginioną Flotą)

### The Genesis Fleet
1. The Genesis Fleet: Vanguard (2017) - wydanie polskie Narodziny floty: Awangarda (30 września 2021, wydawnictwo Fabryka Słów)
2. The Genesis Fleet: Ascendant (2018) - wydanie polskie Narodziny floty: Przewaga (11 lutego 2022, wyd. Fabryka Słów)
3. The Genesis Fleet: Triumphant (2019) - wydanie polskie Narodziny floty: Zwycięstwo (17 czerwca 2022, wyd. Fabryka Słów)

(Prequel do Zaginionej Floty)

### Krótkie opowiadania fantastyczne
- One Small Spin (Analog Magazine, Wrzesień 1997)
- Agent Problems (Marion Zimmer Bradley's Fantasy Magazine, Jesień 1997)
- Odysseus (Analog Magazine, Luty 1999)
- Where Does a Circle Begin (Amazing Stories, koniec 1999)
- Crow's Feat (Analog Magazine, Listopad 2000)
- Down the Rabbit Hole (Analog Magazine, Maj 2001)
- Generation Gap (Analog Magazine, Grudzień 2002)
- Section Seven (Analog Magazine, Wrzesień 2003)
- Small Moment in Time (Analog Magazine, Grudzień 2004)
- Mightier than the Sword in Turn the Other Chick (Baen Books, Listopad 2004)
- Standards of Success (Analog Magazine, Marzec 2005)
- Working on Borrowed Time (Analog Magazine, Czerwiec 2005)
- Lady Be Good (Analog Magazine, April 2006) (zwycięzca 2006 Anlab vote za najlepszą krótką historię)
- As You Know, Bob (Analog Magazine, Kwiecień 2007)
- Do No Harm (Analog Magazine, Lipiec/Sierpień 2007)
- These are the Times (Analog Magazine, Listopad 2007)
- The Bookseller of Bastet (Analog Magazine, Marzec 2008)
- End Game (Breach the Hull anthology, Marietta Publishing, Listopad 2007)
- Rocks (Analog Magazine, Styczeń/Luty 2009)
- Failure to Obey (Analog Magazine, Lipiec/Sierpień 2009)
- Grendel (So It Begins anthology) (Dark Quest Books)
- Joan (Analog Magazine, Listopad 2009)
- Swords and Saddles (Analog Magazine, Kwiecień 2010)
- The Rift (Analog Magazine, Październik 2010)
- Betty Knox and Dictionary Jones in the Mystery of the Missing Teenage Anachronisms (Analog Magazine, Marzec 2011)
- Dawn's Last Light  (Dark Quest Books)
- Hel's Half-Acre (Armored anthology) (Baen SF)
- Fleche (Best Laid Plans anthology) (Dark Quest Books)
- The War of the Worlds, Book One, Chapter 18: The Sergeant Major (Analog Magazine Styczeń/Luty 2013)

### Inne
- Interstellar Navigation (Analog Magazine, Listopad 2000)
- Project Horizon and Lunex (science fact article) Artemis, Lato 2002)
- Three is a Magic Number in Totally Charmed (Benbella Books)
- The Mirror of Gilgamesh in The Man from Krypton (Benbella Books)
- Millions for Special Effects, Not One Cent for Writers in Star Wars on Trial (Benbella Books)
- Liberating the Future: Women in the Early Legion in
- Teenagers from the Future - Essays on the Legion of Superheroes (Sequart zeszyt 3)